# پاپفی تابان
پاپُفی تابان (نام علمی: Eriocnemis vestita) یک گونه از مگس‌مرغ‌های خانوادۀ مگس‌مرغان است.
در رشته کوه‌های آند کلمبیا، اکوادور، شمال پرو و غرب ونزوئلا یافت می‌شود. زیستگاه‌های طبیعی آن جنگل‌های کوهستانی نمناک نیمه‌گرمسیری یا گرمسیری و جنگل‌های پیشین به‌شدت تخریب‌شده‌است.

## ویژگی‌ها
پاپُفی تابان یک مگس‌مرغ با جثه متوسط است. طول آن با نوک و دم حدود ۴٫۱ تا ۴٫۳ اینچ (۱۰٫۵ تا ۱۱ سانتی‌متر) است. طول نوک حدود ۰٫۷ اینچ (۱٫۸ سانتی‌متر) و وزن میانگین آن ۴٫۳–۵٫۳ گرم است.

## رژیم غذایی
رژیم غذایی پاپفی تابان شامل شهد درختان گلدار کوچک، عنکبوت‌های کوچک، حشرات، درختچه‌ها، گیاهان و اپی‌فیت‌ها است.